# フランシスクス・ヴァン・ステルベーク
フランシスクス・ヴァン・ステルベーク（Franciscus van Sterbeeck または Frans van Sterbeeck、1630年 - 1693年）は、フランドルの司祭、植物学者、菌類学者である。1675年に西洋でのキノコに関する図鑑としては最初の"Theatrum fungorum"を執筆した。

## 略歴
アントウェルペンに生まれた。1655年に叙階され、アントウェルペンで8年間、司祭として働いたが、病気のため司祭の仕事をやめ、植物研究に時間を使うようになった。当時有名だった、イングランドの博物学者ジョン・レイとも親しくなり、レイは1663年にアントウェルペンにステルベークを訪れた。1873年にアマチュア植物学者のアドリアーン・ダビッド（Adriaan David）がステルベークを訪れ、カロルス・クルシウス（クルシウスは1592年からライデン大学の植物学教授、ライデン植物園の監督を務めた）の作画者不詳のキノコの水彩画のコレクションを見せた。ステルベークは、クルシウスの77枚の絵と他の植物学者のキノコの図を集め、135点のキノコの図からなるTheatrum fungorumを出版した。

## 著作
- Theatrum fungorum. 1675.
- Citricultura oft regeringhe der uythemsche Boomen te weten Oranien, Citroenen, Limoenen, Granaten, Laurieren en andere. 1682.